# Iglesia de Santa María La Greca y San Stefano protomártir
La Iglesia de Santa María La Greca está ubicada en el centro histórico del Municipio de Putignano, y precisamente en la vía que conecta dos de las tres principales puertas de acceso: Porta Barsento y Porta Grande. Es una de las iglesias más antiguas e importantes del país, ya que no sólo contiene la reliquia de San Esteban protomártir, sino también una serie de obras artísticas de gran importancia cultural como el icono de la Virgen bizantina (o de la Madia), estatuas de madera y piedra, mayólicas y pinturas de valioso valor. Hoy en día, además de ser uno de los destinos más populares para turistas y peregrinos cristianos (tanto católicos como ortodoxos ), es sede de la Cofradía de la Santísima Trinidad y del Comité de Santa María la Greca.

## Historia
Los primeros datos documentados sobre su funcionamiento datan del año 1365, pero no hay certeza sobre la fecha precisa de su construcción, se presume alrededor del siglo XII. A lo largo de los siglos ha sufrido varios cambios desde el punto de vista estructural, consideremos que en 1771 el trazado original se transformó en una planta de cruz griega con una cúpula adosada en el centro, las vigas del techo de la nave central fueron sustituidas y se construyó la fachada barroca. El antiguo campanario construido en 1669, desgastado por el tiempo y los acontecimientos naturales, fue reconstruido en 1899 y así se ha mantenido hasta nuestros días. La tradición cuenta que los dos objetos de inestimable valor presentes en el interior de la iglesia, a saber, la reliquia de Esteban Protomártir y el icono de la Virgen bizantina, fueron trasladados, gracias a la intervención de los caballeros de Jerusalén, desde la abadía de Santo Stefano di Monopolies en Putignano, por temor a posibles saqueos por parte de piratas otomanos, este traslado marca el origen de su carnaval para los putignanos.

### Orígenes del nombre

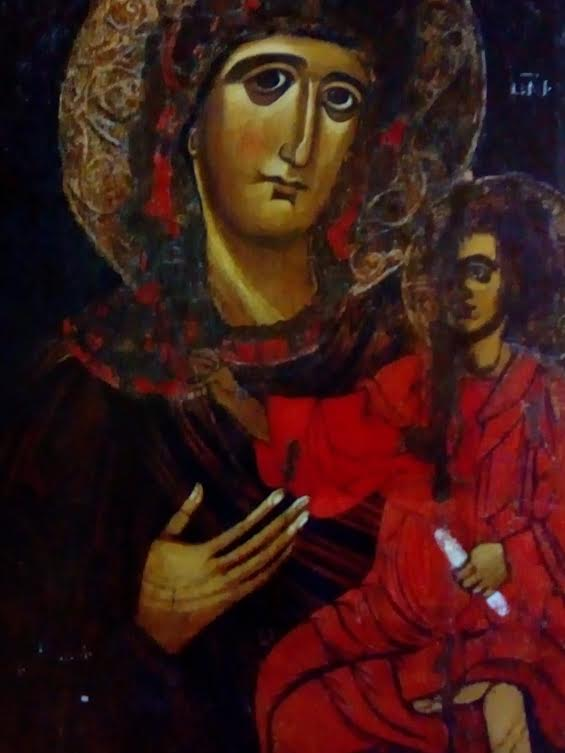
Icono que representa a la Virgen Odigitria

Originalmente la iglesia era muy pequeña y estaba situada fuera de las murallas del pueblo, a diferencia de la iglesia matriz de San Pietro Apostolo situada en el centro del antiguo pueblo. Por este motivo, afirma el historiador d'Itollo, el nombre de la Iglesia podría derivar de las palabras latinas "De gregibus" o "De los rebaños", ya que los rebaños pastaban cerca de la Iglesia. Otra hipótesis similar, también ligada a los rebaños, se refiere a la atribución a la Virgen del título de "Virgen Pastora", venerada con este nombre en varios lugares, entre ellos Martina Franca. Además, aunque con dudas, la propia Virgen aparece representada rodeada de unas ovejas en el altar del belén de la iglesia de San Pedro en Putignano, y precisamente en el cuadro aparecido recientemente tras la retirada de otro más reciente. que lo cubría. El nombre "La Greca" en referencia a los rebaños también se puede derivar de la observación de la Virgen representada en el icono del altar superior de la iglesia, que señala a Jesús como el camino de la salvación (hodigitria). La invitación a seguir a Jesús se dirige a los fieles, a los que a menudo se hace referencia en las parábolas relatadas en los Evangelios como ovejas del rebaño. Tomando la conexión con los rebaños como simpática, en este caso la referencia sería a las parábolas de Jesús, más que a la hipótesis incierta del pasto cerca de la Iglesia. Una tercera interpretación sobre el origen del nombre se debe atribuir a los rasgos fisonómicos de la imagen sagrada: las características del rostro de la Virgen son típicas del pueblo griego, de ahí el nombre "La Greca". La hipótesis ligada a la tercera interpretación es la según la cual la Iglesia habría sido construida por refugiados griegos, que se habrían instalado en Putignano, en su antiguo centro. El hecho de que las colonias griegas se establecieran cerca de las costas de Apulia es un hecho cierto: pensemos en las monjas benedictinas de la orden cisterciense encabezadas por la abadesa Dameta Paleólogo, que se establecieron en la cercana ciudad de Conversano, procedentes del Peloponeso o de Morea. lo que dio lugar al llamado período definido de las "Abadesas Mitradas" o "Mostrum Apuliae" (igualdad de prerrogativas y dignidad de los obispos). Consideremos que hoy "Morea" es un apellido muy común en la localidad de Putignano. De hecho, hasta el siglo pasado, lo que nos recuerda que los habitantes de Putignano del barrio cercano a la Iglesia se expresaban en un dialecto bastante diferente al hablado por el resto de la población, con numerosos términos de derivación griega. Por ello se piensa que el origen más plausible del nombre es esta tercera interpretación.